# Horvát katolikus egyház

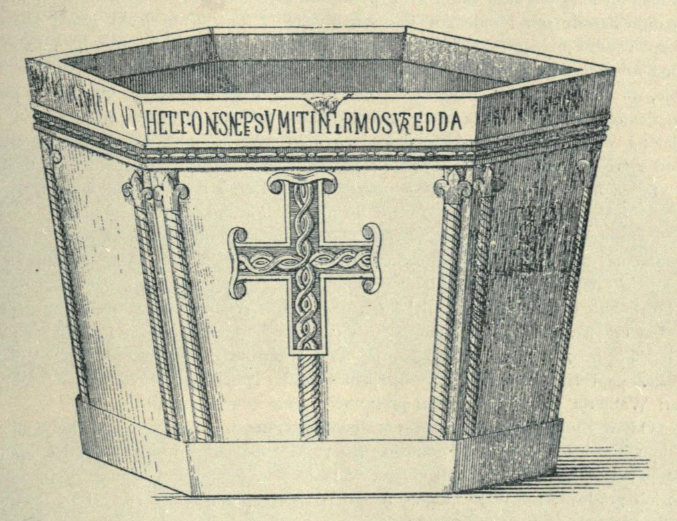
Viseszláv fejedelem keresztelőkútja a 9. század első negyedéből, a horvát kereszténység első tárgyi emléke, melyet a spliti Régészeti Múzeumban őriznek

A horvát katolikus egyház (horvátul: Katolička crkva u Hrvatskoj), része a világméretű római katolikus egyháznak, amely a pápa szellemi vezetése alatt áll. A katolikus egyházat Horvátországban a zágrábi központú Horvát Püspöki Konferencia igazgatja, öt érsekségből, 13 püspökségből és egy katonai ordinariátusból áll. A horvát római katolikus egyház feje Dražen Kutleša zágrábi érsek.
A becslések szerint 3,7 millió megkeresztelt római katolikus és mintegy 20 000 megkeresztelt görög katolikus él Horvátországban, ami a lakosság 86,3%-át teszi ki. A heti templomlátogatás aránya Európa többi katolikus nemzetéhez képest viszonylag magas, 27% körüli. Horvátország nemzeti szentélye Máriabeszterce, az ország védőszentje pedig, amióta a szábor 1687-ben az ország védőszentjévé nyilvánította őt Szent József.

## Története

### A horvátok megtérése

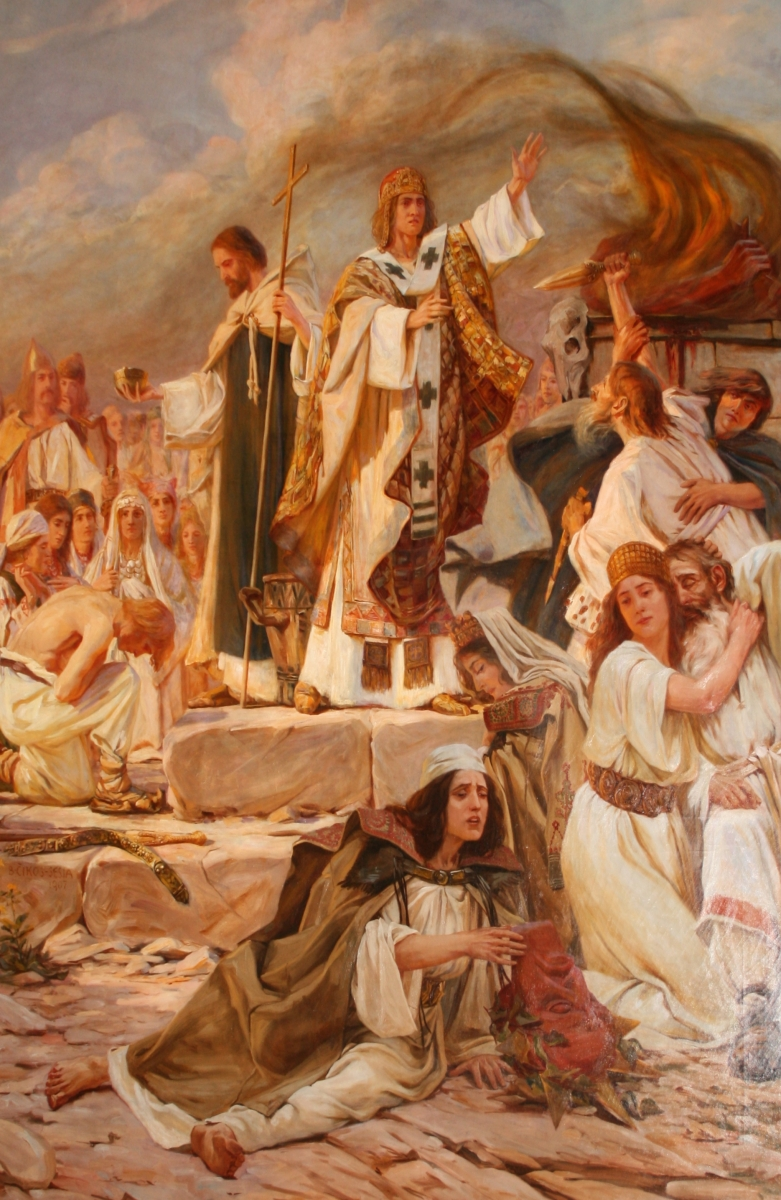
A horvátok megkeresztelkedése, Bela Čikoš Sesija festménye

A horvátok a 7. század elején érkeztek a mai Horvátország területére. Kapcsolatba kerültek a keresztény őslakosokkal, és lassan elkezdték elfogadni a kereszténységet. A horvátok megkeresztelésében jelentős szerepük volt a bizánci és frank misszionáriusoknak és a nyugati kulturális hatásokat hozó bencéseknek.
A horvátok először 641-ben léptek kapcsolatba a Szentszékkel, amikor Márton apát pápai követ érkezett hozzájuk, hogy megváltsa a keresztény foglyokat és a horvátok által őrzött vértanúk csontjait. A horvátok megtéréséről kevés információ áll rendelkezésre, de az ismeretes, hogy 7. és a 9. század között békésen és szabadon fogadták el azt.
Constantinus Porphyrogenitus bizánci császár De Administrando Imperio című könyvében azt írta, hogy Hérakleiosz bizánci császár, akinek uralkodása alatt horvátok érkeztek a Dráva folyó és az Adriai-tenger közötti vidékre (a mai Horvátország), „papokat hozott Rómából, akiket érsekekké, püspökökké, papokká és diakónusokká tett, akik aztán megkeresztelték a horvátokat."
Történelmi források említik Porga, Vojnomir, Viseszláv, Borna, Ljudevit Posavski és mások horvát uralkodók megkeresztelését.
A 9. századra a horvátok már teljes mértékben bekerültek egy nagy európai keresztény közösségbe. A horvát uralkodók Miszláv (839 körül), I. Trpimir (852) és sokan mások templomokat és kolostorokat építettek. 879-ben Branimir horvát fejedelem levelet írt VIII. János pápának, amelyben hűséget és engedelmességet ígért neki. János pápa 879. június 7-én levélben válaszolt, amelyben azt írta, hogy szentmisét mutatott be Szent Péter sírjánál, amelyen Isten áldását kérte Branimirre és népére.
925-ben I. Tomiszláv horvát király az első spalatói egyházzsinat alkalmából levelezett X. János pápával. A pápa Tomiszláv királyhoz írt levele az első olyan nemzetközi dokumentum, amelyben egy horvát uralkodót rexnek (királynak) neveztek; ezért tartják Tomiszlávot az első horvát királynak.
Dmitar Zvonimir horvát királyt és feleségét I. Béla magyar király lányát Ilona horvát királynét 1076. október 8-án koronázta meg Salonában a Szent Péter és Mózes-bazilikában (ma Üreges templom néven ismert) Gebizon, VII. Gergely pápa képviselője. Zvonimir hűségesküt tett pápának, amellyel támogatását ígérte a horvátországi egyházi reformok végrehajtásában. Miután a pápai legátus megkoronázta, Zvonimir 1076-ban hűsége jeléül és a Horvátországba érkező pápai legátusok szállásaként a pápának adta a vránai Szent Gergely bencés kolostort.

### A középkortól a 19. századig

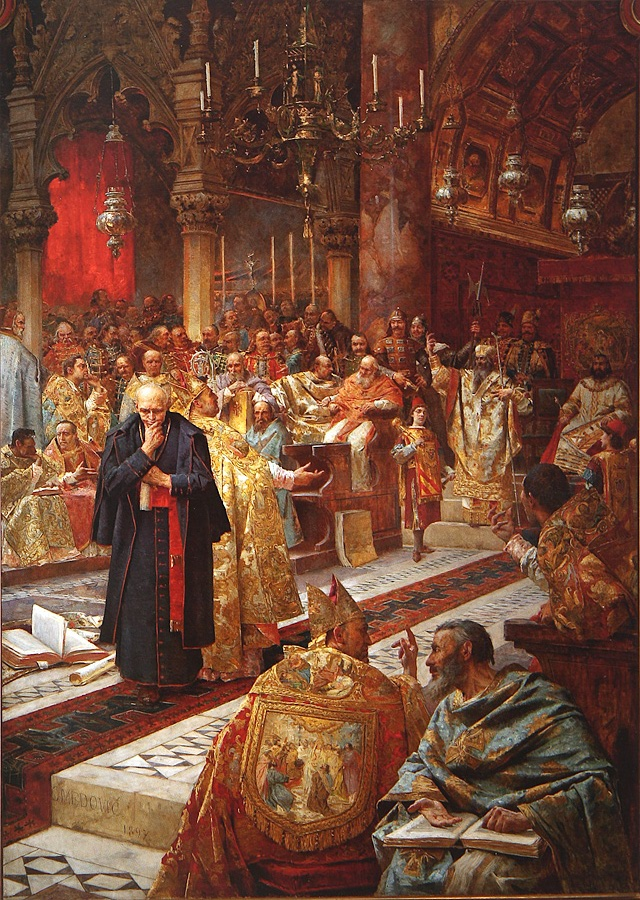
A 925-ös spliti zsinat – Oton Iveković festménye

Amikor 1091-ben kihalt a horvát uralkodói család, és Horvátország perszonálunióra lépett Magyarországgal, a bencések lassan kivonultak az országból, miközben a kolduló rendek, különösen a ferencesek és a domonkosok egyre fontosabbá váltak. A horvát egyház történetében jelentős esemény volt, amikor Szent László király 1093 körül megalapította a zágrábi püspökséget. Ezzel egész Szlavóniát leválasztotta a 614-ben alapított spalatói érsekségről. A horvátok vallási és kulturális formációját is erősen befolyásolták a jezsuiták. Az észak-horvátországi és a horvát kultúra szabad központjának számító Dubrovnik egyházi írói sokat tettek a horvát irodalmi nyelv egységesítéséért és bővítéséért.
1169-ben II. Sándor pápa III. István magyar király és a spalatói érsek támogatásával újra alapította a 4. században alapított a zenggi püspökséget.
A különféle viták ellenére IV. Ince pápa jóváhagyta az egyházi szláv nyelv és a glagolita írás használatát Filipnek, Zengg püspökének, így a horvátok lettek az egyetlen katolikusok a világon, akik a latintól eltérő nyelvet használhattak liturgiájukban. A 9. századtól létező horvát államban az 1962-es második vatikáni zsinatig a katolikus liturgia egyházi szláv nyelven, sajátos glagolita írásmóddal zajlott.
Buzád István zágrábi püspök 1222-ben megalapította a Szentlélekről elnevezett, 12 kanonokból álló csázmai társaskáptalant, majd a bogumilok ellen behívta a domonkosokat, és Csázmán templomot, rendházat és birtokot adott nekik.

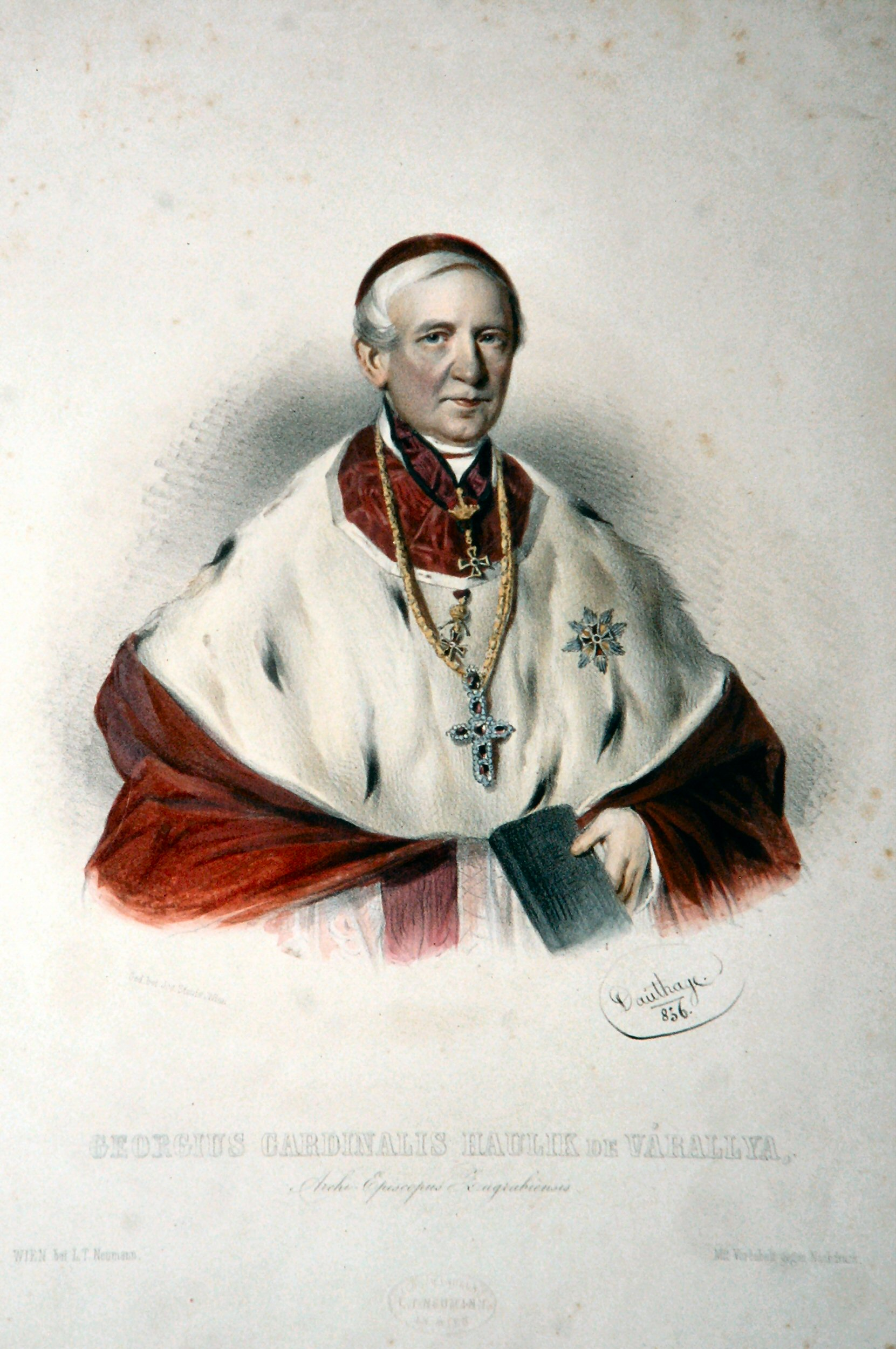
Haulik György Zágráb első érseke

 Ekkor telepedtek le a pálosok a Zágráb melletti Remetén. Ivanicsra bencés apácákat hozatott, akiknek rendházat és templomot építtetett. IV. Béla király egyik kísérője, majd segítője volt a tatárjárás utáni újjáépítésben. 1246-ban domonkos apácákat telepített egyházmegyéjébe. Utóda Szentgróti Fülöp építtette a Zágráb fölötti Medve várát.
A 18. századig tartó horvát-oszmán háborúk során a horvátok állhatatosan harcoltak a törökök ellen, aminek következtében az Oszmán Birodalom legnyugatibb európai határa Horvátországnál húzódott. Amikor 1459 a törökök elfoglalták Korbáviát, a zenggi püspök Modrusba menekült, melyet II. Piusz pápa 1460-ban immár modrusi püspökségként ismert el. 1519-ben Horvátországot X. Leó pápa „Antemurale Christianitatisnak” (a kereszténység védőpajzsa) nevezte. Az első pápa, aki a mai Horvátország területére látogatott el, III. Sándor pápa volt, aki Velencébe vezető útján a zárai érsekségben szállt meg. II. Piusz pápa 1464-ben meg akarta látogatni a dubrovniki egyházmegyét, de útközben meghalt.
A diakovári püspökséget a szerémi püspökség és a boszniai püspökség egyesítésével 1773. július 9-én alapította XIV. Kelemen pápa. A kőrösi görögkatolikus püspökséget 1777-ben VI. Piusz pápa alapította. Püspöke először Tkalecben telepedett le, de 1794-ben Kőrösön megkapta az egykori ferences templomot és kolostort, amit Bubanovics püspök székesgyházzá és püspöki palotává alakíttatott át, és 1801-ben Tkalecről Kőrösre költözött. 1828-ban újraalapították a török által elpusztított split-makarskai püspökséget. 1852. december 11-én a zágrábi püspökség IX. Piusz pápa „Ubi Prium Placuit” bullájával érsekségi rangok kapott, első érseke Haulik György volt.

### A 20. századtól
Jugoszláviában a horvát püspökök a Jugoszláviai Püspöki Konferenciához tartoztak. A katolikus egyház helyzetét a Jugoszláv Királyságban befolyásolta a jugoszláv kormány ortodox-párti politikája és a szerb ortodox egyház erős befolyása az ország politikájára. Az 1929-es puccs után az állam számos katolikus szervezet és intézet bezárt vagy feloszlatott. Különösen így volt ez Horvátországban, ahol olyan szervezeteket számoltak fel, mint például az Idősek Klubja, a Sas Mozgalom (Orlovstvo) és az Actio Catolica. A keleti katolikus egyházak egyes tagjait, például a horvát görögkatolikusokat üldözték, és arra kényszerítették, hogy térjenek át az ortodox kereszténységre.

#### A Független Horvát Államban

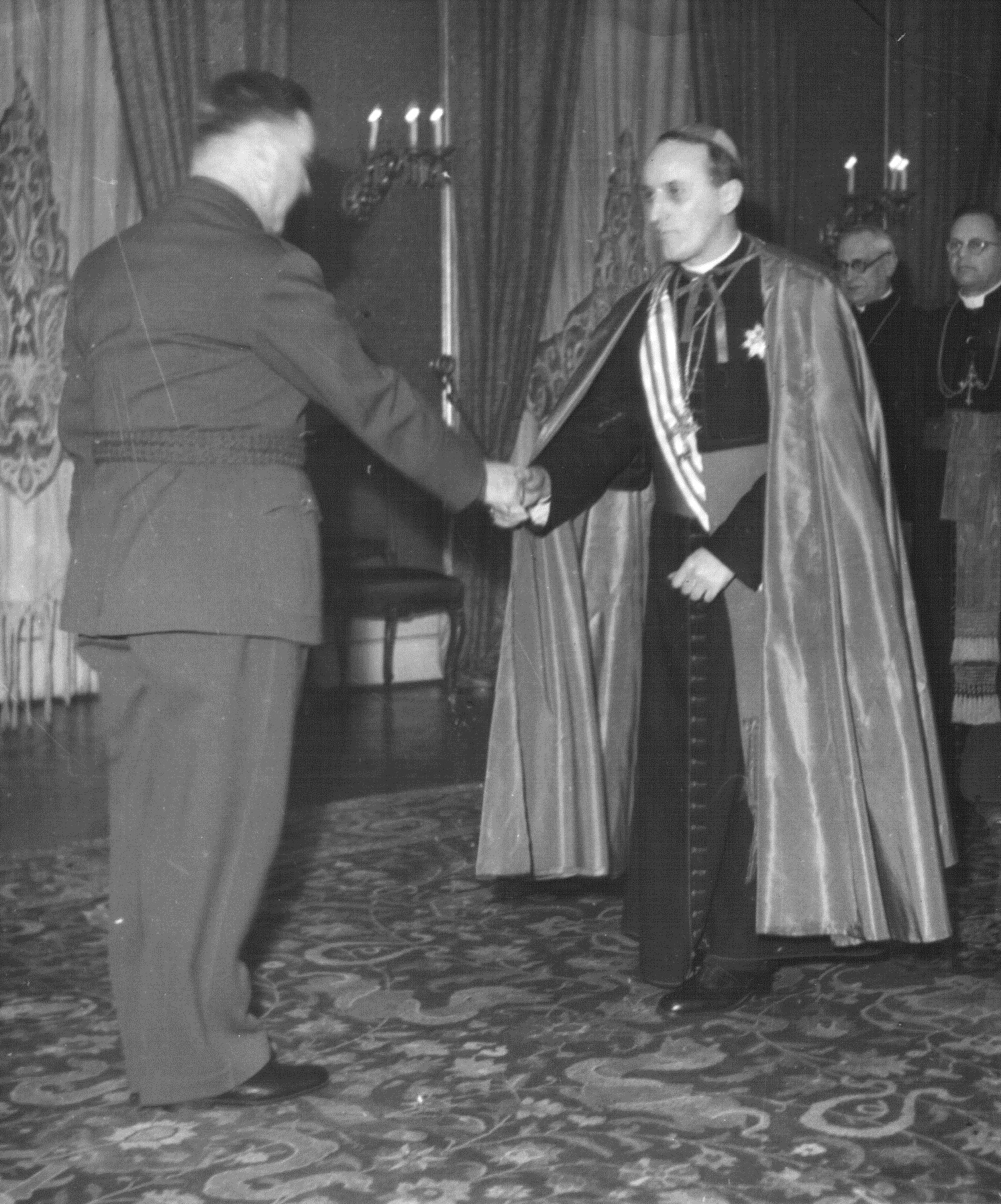
Ante Pavelić és Alojzije Stepinac találkozója

1941-ben Ante Pavelić fasiszta diktátor és Usztasa mozgalma létrehozta a náci bábállamot, a Független Horvát Államot (NDH). Az usztasa rezsim népirtó politikát folytatott a szerbek (akik keleti ortodox keresztények), a zsidók és a romák ellen.
Michael Phayer történész azt írta, hogy az NDH létrehozását kezdetben a katolikus egyház hierarchiája és sok katolikus pap üdvözölte. Ante Pavelić szerbellenes és katolikusbarát volt, a katolicizmust a horvát kultúra szerves részének tekintette. Számos katolikus pap és értelmiségi töltött be fontos szerepet az Usztasában.
Peter Hebblethwaite brit író azt írta, hogy Pavelić nagyon szeretett volna diplomáciai kapcsolatokat és Vatikáni áldást kapni az új „katolikus államra”, de „egyik sem jött be”. Alojzije Stepinac zágrábi érsek Horvátország függetlenségét akarta a szerbek által uralt jugoszláv államtól, amelyet „a horvát nemzet börtönének” tartott, ezért megszervezte XII. Piusz pápa és Pavelić találkozóját.
Giovanni Montini vatikáni külügyminiszter (a későbbi VI. Pál pápa) a találkozó előtti jegyzőkönyvében megjegyezte, hogy az új állam elismerése nem jöhet létre a békeszerződés előtt, és hogy „a Szentszéknek pártatlannak kell lennie; mindenre kell gondolnia; minden oldal katolikusaira, akiket [a Szentszék] tiszteletben kell hogy tartson.” A Vatikán tehát megtagadta az NDH hivatalos elismerését, de Piusz pápa apostoli vizitátorának elküldte Giuseppe Ramiro Marcone bencés apátot. Piuszt sokat kritizálták Pavelić fogadása miatt, de a pápa abban reménykedett, hogy Pavelić legyőzi a kommunista partizánokat, és az első világháború óta a katolikus egyházat elhagyó 200 000 fő közül sokat visszatérít a szerb ortodox egyházba.
A horvát nacionalista klérus támogatta Pavelić rezsimjének a szerbek, cigányok és zsidók eltávolítására irányuló politikáját, illetve a katolicizmusra való áttérésük kikényszerítését. Phayer azt írta, hogy köztudott, hogy sok katolikus pap közvetlenül vagy közvetve részt vett Usztasa erőszakos akcióiban. Ennek ellenére Pavelić azt mondta Joachim von Ribbentrop náci külügyminiszternek, hogy míg az alsópapság támogatja az Usztasát, a püspökök és különösen Stepinac érsek a „vatikáni nemzetközi politika” miatt ellenezik a mozgalmat.
Phayer azt írta, hogy Stepinac „judenfreundlich” (azaz „zsidóbarátként”) vált ismertté a nácikhoz kötődő Usztasa-rezsimben, és egyházmegyéjében felfüggesztette számos papját.
Stepinac érsek számos nyilvános nyilatkozatot tett, amelyben bírálta az NDH-ban zajló fejleményeket. 1942. május 24-én, vasárnap az Usztasa tisztviselőinek bosszúságára a szószéken és egyházmegyei levelében is elítélte a népirtást, bár a szerbeket nem említette:
|  | „Minden ember és minden faj Isten gyermeke; mind megkülönböztetés nélkül. Azoknak, akik cigányok, feketék, európaiak vagy árják, ugyanazok a jogaik... ezért a katolikus egyház mindig is elítélt és elítél minden igazságtalanságot és minden erőszakot, amelyet a faj vagy nemzetiség ellen az osztályelméletek nevében követtek el. Nem megengedett a cigányok vagy a zsidók üldözése, csak azért, mert alsóbbrendű fajnak gondolják őket.” |
|  | |

1943. február 24-én közvetlenül Pavelićnek is írt egy levelet, amelyben kijelentette: „Maga a jasenovaci tábor folt az NDH becsületén. Poglavnik! Azoknak, akik papnak és püspöknek tekintenek, azt mondom, ahogy Krisztus tette a kereszten: Atyám bocsáss meg nekik, mert nem tudják, mit cselekszenek.”
Miután Stepinac 1943 júliusában és októberében a szószékről ítélte el a Horvátországban elkövetett faji alapú gyilkosságokat, országszerte harmincegy papot tartóztattak le. Martin Gilbert azt írta, hogy Stepinac, „aki 1941-ben még üdvözölte a horvát függetlenséget, ezt követően elítélte a horvát atrocitásokat mind a szerbek, mind a zsidók ellen, és maga mentett meg egy csoport zsidót”.
Jozo Tomasevich történész szerint azonban sem Stepinac, sem a horvát katolikus hierarchia, sem a Vatikán soha nem tiltakozott nyilvánosan a szerbek és a szerb ortodox egyház Usztasa általi üldözése ellen, és hozzátette, hogy „úgy tűnik, a katolikus egyház teljes mértékben támogatta az usztasa rezsimet és politikáját”. A katolikus sajtó is dicsérte Pavelićet és az usztasákat.
A jugoszláv partizánok 1944. október 25-én Daksa szigetén kollaboránsként kivégeztek két papot, Petar Pericát és Marijan Blažićot, 1945. január végén pedig Vrgorac közelében megölték Maksimilijan Jurčić atyát.

#### Az egyház a kommunista államban

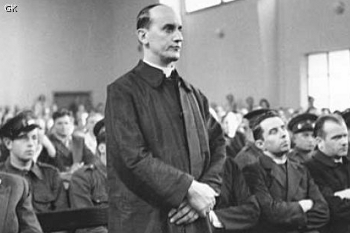
Stepinac érsek a kommunisták bírósága előtt.

A Horvátországi Népi Felszabadítás Nemzeti Antifasiszta Tanácsa (ZAVNOH) eredetileg nagyobb fokú vallásszabadságot irányzott elő az országban. 1944-ben ZAVNOH még nyitva hagyta az iskolai hitoktatás lehetőségét.
Ez azonban megdőlt, miután Josip Broz Tito jugoszláv vezető leváltotta Andrija Hebrangot, a Horvát Kommunista Párt Központi Bizottságának titkárát, és helyére a keményvonalas Vladimir Bakarićot állította.
1945-ben a jugoszláv hatóságok meggyilkolták Dubrovnik nyugalmazott püspökét, Josip Marija Carevićet. Josip Srebrnić püspököt két hónapra börtönbe zárták. A háború után Jugoszláviában a katolikus kiadványok száma százról mindössze háromra csökkent.
1946-ban a kommunista rezsim bevezette az állami anyakönyvekről szóló törvényt, amely lehetővé tette az egyházi anyakönyvek és egyéb dokumentumok elkobzását. 1952. január 31-én a kommunista rezsim hivatalosan betiltotta a hitoktatást az állami iskolákban.

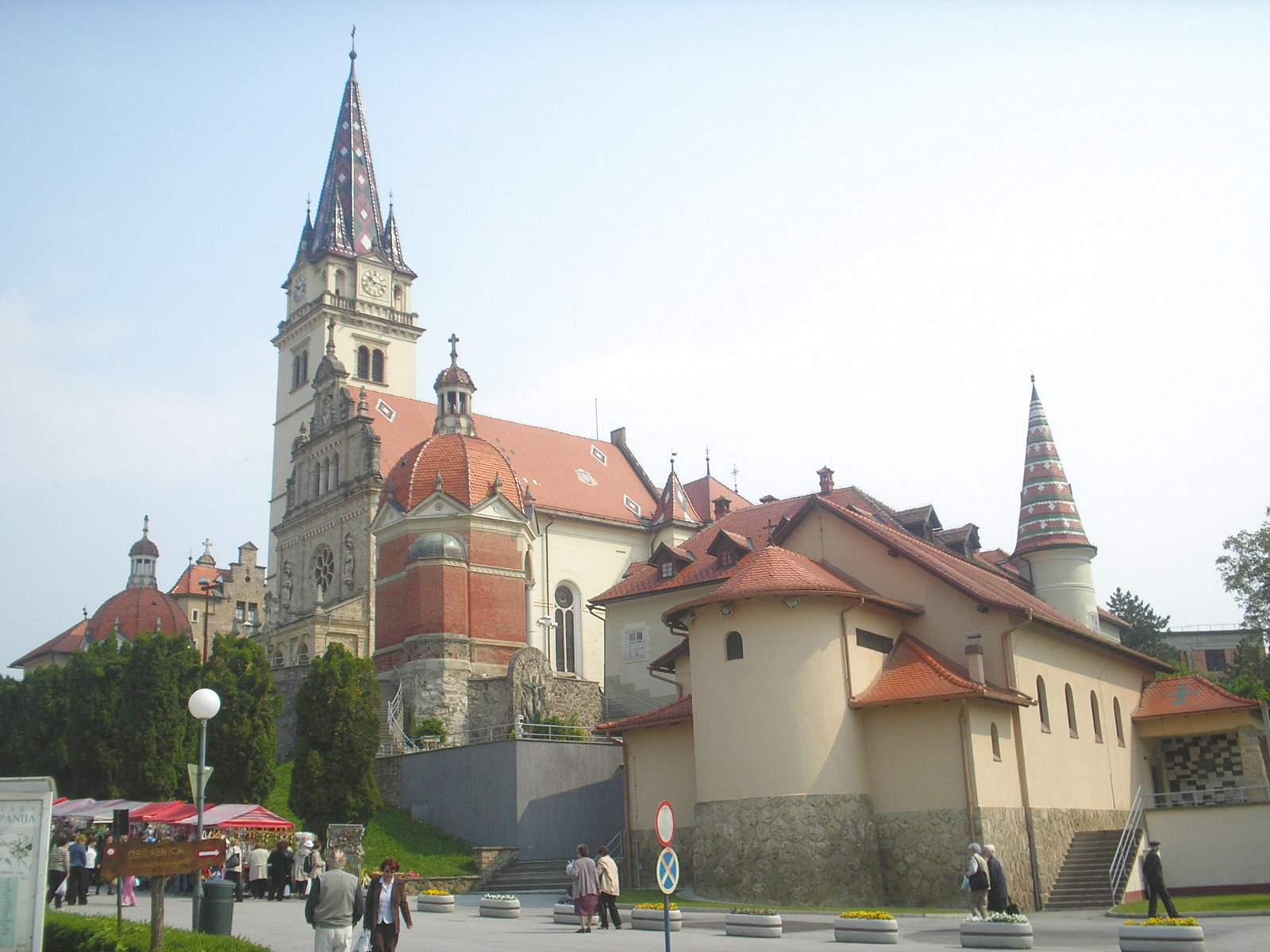
A máriabesztercei bazilika a horvátok nemzeti zarándokhelye

Abban az évben a rezsim bezárta a Zágrábi Egyetem Katolikus Teológiai Karát is, amelybe csak az 1991-es demokratikus változások után állították vissza.
1966-ban a kőrösi görögkatolikus püspökség székhelyét Kőrösről a központibb fekvésű Zágrábba helyezték át. 1969-ban a zengg-modrusi püspökséget fiume-zenggi püspökség néven egyesítették Fiuméval, de 2000-ben újra szétválasztották fiumei és gospić-zenggi püspökségre. Ugyancsak 1969-ben a split-makarskai püspökséget érsekségi rangra emelték.
1984-ben a katolikus egyház nemzeti eucharisztikus kongresszust tartott Máriabesztercén. A szeptember 9-én tartott központi szentmisén 400 ezren vettek részt, köztük 1100 pap, 35 püspök és érsek, valamint öt bíboros. A szentmisét Franz König bíboros, Alojzije Stepinac régi barátja vezette. 1987-ben a Jugoszláviai Püspöki Konferencia nyilatkozatot adott ki, amelyben felszólította a kormányt, hogy tartsa tiszteletben a szülők azon jogát, hogy gyermekeik vallásos oktatásban részesüljenek.

#### A Horvát Köztársaságban
Miután Horvátország kikiáltotta függetlenségét Jugoszláviától, a katolikus egyház visszanyerte teljes szabadságát és befolyását.
A horvátországi háború idején a katolicizmust és az ortodoxiát gyakran emlegették a horvátok és a szerbek közötti alapvető megosztottságként, ami a templomok tömeges lerombolásához vezetett (mintegy 1426 templomot romboltak le vagy sérült meg).
A Horvát Köztársaságban a katolikus egyház egyes területeken autonómként határozta meg jogi helyzetét, ezzel lehetővé téve az állami általános és középiskolai hitoktatást az azt választó tanulók számára, katolikus iskolák létrehozását és a lelkipásztori gondozást a fegyveres erőkben és a rendőrségben.

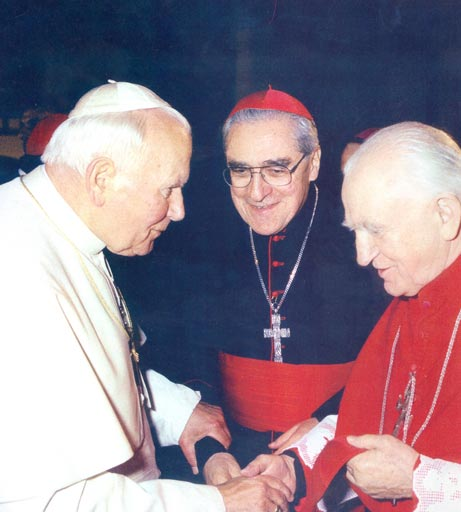
II. János Pál pápa és Kuharić érsek találkozója

A Szentszék és Horvátország között létrejött szerződések 1997. április 9-iki ratifikálásával hatályba léptek a jogi kérdéseket, az oktatási és kulturális együttműködést, a katolikusok lelkipásztori ellátását a fegyveres erőknél és a rendőrségnél, valamint az egyház állami költségvetésből történő finanszírozását biztosító egyezmények. Ami a finanszírozást illeti, az egyház a következő pénzösszegeket kapta az elmúlt évtizedben: 2001; 461,3 milliárd kuna, 2004–2007; 532 milliárd kuna, 2008–2011; 475,5 milliárd kuna, 2012–2013; 523,5 milliárd kuna, plusz körülbelül 200 millió kuna évente az iskolai hitoktatók számára, körülbelül 60 millió kuna a kulturális örökségnek tekintett templomok fenntartóinak stb.
A modern idők horvátországi katolikus egyháza nagyon aktív a társadalmi és politikai életben. Értékei előmozdítása érdekében számos konzervatív szellemű akciót hajtott végre, mint például: a vasárnapi munkaszünet, a kommunista kor bűneinek megbüntetése, a hitoktatás bevezetése az iskolákban, a házasság, mint egy férfi és egy nő házasságának védelme (2013-as népszavazás), az abortusz ellenzése (kampány az „emberi élet megvédéséért a fogantatástól a természetes halálig”), az eutanáziával szemben, a családtervezés természetes módszereivel és a meddőség kezelésével, valamint a mesterséges születésszabályozási módszerekkel szembeni fellépés.
Horvátország függetlenné válásával megalakult a Horvát Püspöki Konferencia. A Horvát Püspöki Konferencia 1997-ben hozta létre a Horvát Katolikus Rádiót.

## A horvát katolikus egyház szervezete
Horvátországon belül az egyházi hierarchia a következőkből áll:
| Érsekségek és püspökségek                                                                   | Horvát név                       | Egyháztartomány                    | Érsek/püspök                               | Alapítás   | Székesegyház                                   | Weblink |
| ------------------------------------------------------------------------------------------- | -------------------------------- | ---------------------------------- | ------------------------------------------ | ---------- | ---------------------------------------------- | ------- |
| Zágrábi érsekség (metropolita)                                                              | Zagrebačka nadbiskupija          | Zágrábi                            | Dražen Kutleša                             | 1093       | Zágrábi katedrális                             |         |
| Kőrösi (görög katolikus) püspökség (a Horvát–szerb görögkatolikus egyháznak is részegyháza) | Križevačka eparhija              | Zágrábi                            | Milan Stipić                               | 1777       | Kőrösi székesegyház                            |         |
| Varasdi püspökség                                                                           | Varaždinska biskupija            | Zágrábi                            | Bože Radoš                                 | 1997       | Varasdi székesegyház                           |         |
| Sziszeki püspökség                                                                          | Sisačka biskupija                | Zágrábi                            | Vlado Košić                                | 2009       | Sziszeki székesegyház                          |         |
| Belovár-Kőrösi püspökség                                                                    | Bjelovarsko-križevačka biskupija | Zágrábi                            | Vjekoslav Huzjak                           | 2009       | Belovári székesegyház Kőrösi társszékesegyház  |         |
| Diakovár-Eszéki érsekség (metropolita)                                                      | Đakovačko-osiječka nadbiskupija  | Diakovár-Eszéki                    | Đuro Hranić                                | 4. század  | Diakovári székesegyház                         |         |
| Pozsegai püspökség                                                                          | Požeška biskupija                | Diakovár-Eszéki                    | Antun Škvorčević                           | 1997       | Pozsegai székesegyház                          |         |
| Szerémi püspökség (Szerbiában)                                                              | Srijemska biskupija              | Diakovár-Eszéki                    | Đuro Gašparović                            | 2008       | Szent Demeter székesegyház Szávaszentdemeter   |         |
| Fiumei érsekség (metropolita)                                                               | Riječka nadbiskupija             | Fiumei                             | Ivan Devčić                                | 1920       | Fiumei székesegyház                            |         |
| Gospić-Zenggi püspökség                                                                     | Gospićko-senjska biskupija       | Fiumei                             | Zdenko Križić                              | 2000       | Gospići székesegyház Zenggi társszékesegyház   |         |
| Krki püspökség                                                                              | Krčka biskupija                  | Fiumei                             | Ivica Petanjak                             | 900        | Krki székesegyház                              |         |
| Poreč-Pólai püspökség                                                                       | Porečko-pulska biskupija         | Fiumei                             | Ivan Štironja                              | 3. század  | Poreči székesegyház Pólai társszékesegyház     |         |
| Split-Makarskai érsekség (metropolita)                                                      | Splitsko-makarska nadbiskupija   | Split-Makarskai                    | Želimir Puljić (apostoli adminisztrátor)   | 3. század  | Spliti székesegyház Makarskai társszékesegyház |         |
| Dubrovniki püspökség                                                                        | Dubrovačka biskupija             | Split-Makarskai                    | Roko Glasnović                             | 990        | Dubrovniki székesegyház                        |         |
| Hvar-Brač-Visi püspökség                                                                    | Hvarsko-bračko-viška biskupija   | Split-Makarskai                    | Ranko Vidović                              | 12. század | Hvari székesegyház                             | /       |
| Kotori püspökség (Montenegróban)                                                            | Kotorska biskupija               | Split-Makarskai                    | Rrok Gjonlleshaj (apostoli adminisztrátor) | 10. század | Kotori székesegyház                            |         |
| Šibeniki püspökség                                                                          | Šibenska biskupija               | Split-Makarskai                    | Tomislav Rogić                             | 1298       | Šibeniki székesegyház                          |         |
| Zárai érsekség                                                                              | Zadarska nadbiskupija            | Az Apostoli Szentszék alá tartozik | Želimir Puljić                             | 1054       | Zárai székesegyház                             |         |
| Katonai ordinariátus                                                                        | Vojni ordinarijat                | Az Apostoli Szentszék alá tartozik | Jure Bogdan                                | 1997       |                                                |         |

A püspökök a Horvát Püspöki Konferenciába szerveződnek, amelynek elnöke 2022. októbere óta Dražen Kutleša zágrábi érsek.

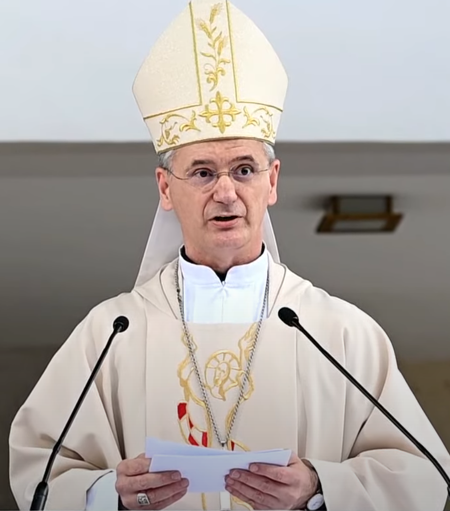
Dražen Kutleša zágrábi érsek, 2023-tól a horvát katolikus egyház feje

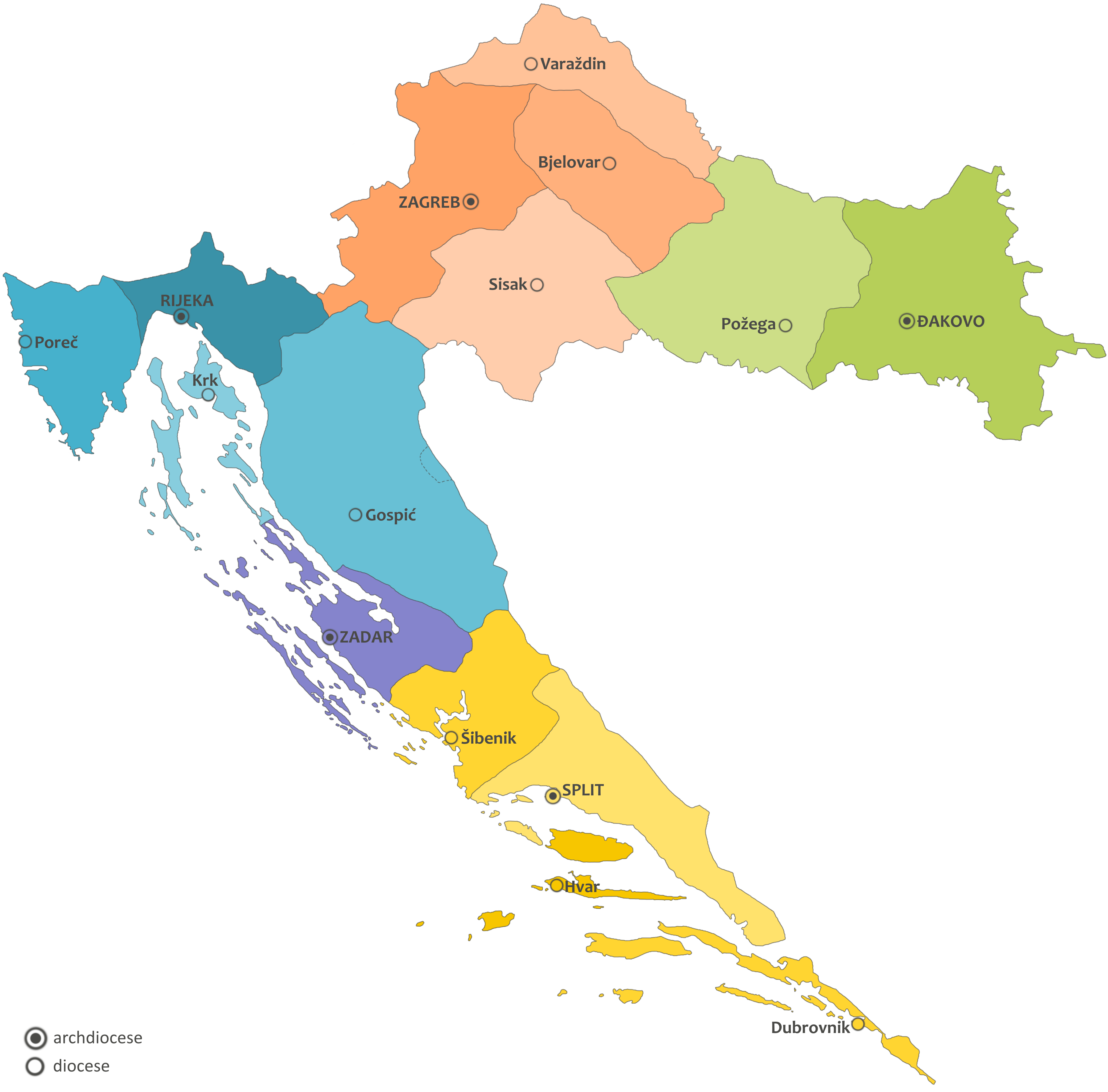
A horvátországi katolikus egyházmegyék térképe
Diakovár-Eszéki érsekség
Pozsegai püspökség
Fiumei érsekség
Gospić-Zenggi püspökség (Az egyházmegye területe részben Bosznia-Hercegovinában található. Az államhatárt szaggatott vonal jelzi.)
Krk-i püspökség
Poreč-Pólai püspökség
Split-Makarskai érsekség
Dubrovniki püspökség
Hvar-Brač-Vis-i püspökség
Šibeniki püspökség
Zágrábi érsekség
Belovár-Kőrösi püspökség
Sziszeki püspökség
Varasdi püspökség
Zárai érsekség

## Az egyházat ért kritikák
A horvát katolikus egyházat egyesek a neofasizmus népszerűsítése és tolerálása miatt kritizálják:
- A horvát katolikus egyház Zágrábban és Splitben minden év decemberében megtartja az Ante Pavelić usztasa vezérnek szentelt éves emlékmisét.[45] Ezek köztudottan Pavelić híveinek tömegeit vonzzák, akik usztasa jelvénnyel díszített ruhákba öltöznek.[46][47]
- A bíróság által elítélt második világháborús koncentrációs táborparancsnok, Dinko Šakić temetésén Vjekoslav Lasić pap kijelentette, hogy „minden becsületes horvátnak büszkének kell lennie Šakić nevére”[48][49] és hogy „a bíróság, amely elítélte Šakićot, elítélte Horvátországot és népét is”.[50] Ezeket a kijelentéseket a Simon Wiesenthal Központ és a Horvát Helsinki Bizottság határozottan elítélte.[48]
- Kolinda Grabar-Kitarović horvát elnököt élő tévéadásban kritizálta Luka Prcela horvát szerzetes, amiért azt mondta, hogy a Független Horvát Állam egy bűnöző állam volt, és nem független. Prcela azt mondta, hogy a Független Horvát Állam „soha nem ölt meg senkit a saját határain kívül”, és Horvátország korábbi két baloldali elnöke „horvátellenes volt”.
- Vlado Košić sziszeki püspök egyik aláírója volt annak a petíciónak, amely a fasiszta Usztasa mozgalom „Za dom spremni” (Készen a hazáért) köszöntésének hivatalos használatba vételét célozta a horvát fegyveres erőkben.[51]
- 2017. július 1-jén Anđelko Kaćunko atya emlékmisét tartott az Usztasa Fekete Légió parancsnokának, Jure Francetićnak az emlékére, amelyen Francetićot „hazáért életét áldozó hazafiként” jellemezte.[52]
- 2017. július 2-án a média közzétett egy képet egy horvát katolikus papról, amint a bosznia-hercegovinai Široki Brijegben egy gyermek focitornán egy fiatal fiúcsoporttal pózol. Csapatuk a „Fekete Légió” nevet kapta, és a fiúk mind fekete pólót viseltek, ezzel utalva az azonos nevű hírhedt usztasa milíciára.[53]
- Božo Norac Kljajo szerzetes, amikor  2017. szeptember 2-án Sinj városa közelében misét tartott, egyenlőséget tett a „Za dom spremni” (Készen a hazáért) és a „Dicsértessék a Jézus Krisztus köszöntések” között azzal, hogy ezek „egyszerre jó szándékú, emberi és ősi keresztény köszöntések, amelyek egy cseppet sem szólnak a gyűlöletről vagy a bosszúról."[54]
- Slavko Goldstein, a zsidó származású prominens horvát író és kiadó halálakor Mili Plenković hvari lelkész Facebook-bejegyzést tett közzé, amelyben kifejezte, hogy „örül Goldstein halálhírének”, mert szerinte: „egy újabb Horvátország-gyűlölő tűnt el ebből a világból”.[55][56]

## Fordítás
Ez a szócikk részben vagy egészben  a   Catholic Church in Croatia című angol Wikipédia-szócikk ezen változatának fordításán alapul.  Az eredeti cikk szerkesztőit annak laptörténete sorolja fel. Ez a jelzés csupán a megfogalmazás eredetét és a szerzői jogokat jelzi, nem szolgál a cikkben szereplő információk forrásmegjelöléseként.